# Marie Bonaparte
|  | Denne artikel handler om Prinsesse Marie af Grækenland og Danmark. For andre betydninger, se Prinsesse Marie (flertydig). |
Prinsesse Marie Bonaparte (senere Prinsesse Marie af Grækenland og Danmark) (2. juli 1882 – 21. september 1962) var en fransk prinsesse, psykoanalytiker og forfatter.
Prinsesse Marie var en af psykoanalysens pionerer og var tæt forbundet med Sigmund Freud. Hendes rigdom, der stammede fra jord og kasinoet i Monte Carlo, bidrog til psykoanalysens popularitet og gjorde Freud i stand til at flygte fra Nazityskland.
Hun var datter af Prins Roland Bonaparte, en grandnevø af Kejser Napoleon 1. af Frankrig. I 1907 giftede hun sig med Prins Georg af Grækenland og Danmark.

## Biografi
Marie Bonaparte var datter af Roland Bonaparte (19. maj 1858 – 14. april 1924) og Marie-Félix Blanc (1859-1882). Hendes bedstefar på fars side var Pierre Napoleon Bonaparte, søn af Lucien Bonaparte, Napoleons bror. 
Hun blev født i Saint-Cloud, en by i Hauts-de-Seine i Île-de-France. Hendes mor døde af en blodprop, som hun fik, da hun fødte Marie. 
Den 21. november 1907 giftede hun sig i Paris med Prins Georgios af Grækenland ved en borgelig ceremoni, med en efterfølgende religiøs ceremoni 12. december 1907 i Athen. Hun blev nu Prinsesse Marie af Grækenland og Danmark. Hun fik to børn, Prins Peter (1908–1980) og Prinsesse Eugénie (1910–1988).
Prinsesse Marie døde den 21. september 1962 i Saint-Tropez i Sydfrankrig.

## Værker
- Topsy – 1940 – en kærlighedshistorie om hendes hund.
- The Life and Works of E. A. Poe – 1949
- Five Copy Books – 1952
- Feminine Sexuality – 1953